# لاندولف الثامن من كابوا
لاندولف الثامن كان آخر أمير لومباردي على كابوا منذ 1057، عندما توفي شقيقه باندولف السادس، وحتى استيلاء ريتشارد كونت أفيرسا على المدينة في 1058. حكم لاندولف بداية إلى جانب شقيقه في 1047 تحت مراقبة والدهما باندولف الرابع عندما أعيد تنصيبه أميرًا للمرة الثانية.